# سفارة تشيلي في فرنسا
سفارة تشيلي في فرنسا هي أرفع تمثيل دبلوماسي لدولة تشيلي لدى فرنسا. تقع السفارة في باريس وهي تهدف لتعزيز المصالح التشيلية في فرنسا.

## وصلات خارجية
- الموقع الرسمي
- قائمة سفارات تشيلي
- قائمة السفارات في فرنسا